# Серра, Эдуарду
Эдуа́рду Се́рра (порт. Eduardo Serra; род. 2 октября 1943, Лиссабон) — португальский и французский кинооператор.

## Биография
Учился в Высшем техническом институте в Лиссабоне. В 1963 году переехал в Париж, закончил Сорбонну по специальности «История искусства и археология». В 1970 получил французское гражданство. В 1976 году дебютировал в кино, вначале снимал короткометражные ленты. Впоследствии чаще всего работал с Патрисом Леконтом и Клодом Шабролем.

## Избранная фильмография
- 1983 — Sem Sombra de Pecado (Жозе Фонсека-и-Кошта)
- 1985 — Сцены из жизни / Tranches de vie (Франсуа Летерье)
- 1985 — Специалисты / Les Spécialistes (Патрис Леконт)
- 1987 — Пока будут женщины / Tant qu’il y aura des femmes (Дидье Каминка)
- 1988 — A Mulher do Próximo (Жозе Фонсека-и-Кошта)
- 1990 — Муж парикмахерши / Le Mari de la Coiffeuse (Патрис Леконт, номинация на премию Сезар)
- 1992 — Карта человеческого сердца / Map of the Human Heart (Винсент Уорд)
- 1993 — Танго / Tango (Патрис Леконт)
- 1994 — Коварство славы / Grosse Fatigue (Мишель Блан)
- 1994 — Аромат Ивонн / Le Parfum d’Yvonne (Патрис Леконт)
- 1995 — Шутки в сторону / Funny Bones (Питер Челсом)
- 1996 — Большое турне / Les Grands ducs (Патрис Леконт)
- 1996 — Джуд / Jude (Майкл Уинтерботтом, Серебряная лягушка на кинофестивале в Лодзи)
- 1997 — Крылья голубки / The Wings of the Dove (Йен Софтли, номинация на Оскар, премия BAFTA)
- 1997 — Ставки сделаны / Rien ne va plus (1997, Клод Шаброль)
- 1998 — Куда приводят мечты / What Dreams May Come (1998, Винсент Уорд)
- 1999 — Среди лжи / Au coeur du mensonge (Клод Шаброль)
- 2000 — Две жизни / Passion of Mind (Ален Берлине)
- 2000 — Вдова с острова Сен-Пьер / La Veuve de Saint-Pierre (Патрис Леконт)
- 2000 — Неуязвимый / Unbreakable (М.Найт Шьямалан)
- 2002 — Улица наслаждений / Rue des plaisirs (Патрис Леконт)
- 2003 — Цветок зла / La Fleur du mal (Клод Шаброль)
- 2003 — Девушка с жемчужной серёжкой / Girl with a Pearl Earring (Питер Уэббер, номинация на Оскар, номинация на премию BAFTA, Европейская кинопремия, премия фестиваля в Сан-Себастьяне, Бронзовая лягушка на кинофестивале в Лодзи, другие награды)
- 2004 — Откровенное признание / Confidences trop intimes (Патрис Леконт)
- 2004 — Подруга невесты / La Demoiselle d’honneur (Клод Шаброль)
- 2004 — У моря / Beyond the Sea (Кевин Спейси)
- 2006 — Комедия власти / L’Ivresse du pouvoir, Клод Шаброль)
- 2006 — Кровавый алмаз / Blood Diamond (Эдвард Цвик)
- 2007 — Девушка, разрезанная надвое / La Fille coupée en deux (Клод Шаброль)
- 2007 — Фаду / Fados (Карлос Саура)
- 2008 — Вызов / Defiance (Эдвард Цвик)
- 2009 — Беллами / Bellamy (Клод Шаброль)
- 2010 — Гарри Поттер и Дары Смерти. Часть 1 / Harry Potter and the Deathly Hallows, Part I (Дэвид Йейтс)
- 2011 — Гарри Поттер и Дары Смерти. Часть 2 / Harry Potter and the Deathly Hallows, Part II (Дэвид Йейтс)
- 2012 — Влюбленные / Belle du seigneur (Гленио Бондер)
- 2013 — Обещание / A Promise (Патрис Леконт)

## Признание
Номинант и лауреат многочисленных национальных и международных премий. В 2004 получил из рук президента Жорже Сампайю орден Инфанта дона Энрике. Также в 2004 году получил Премию Кинофестиваля в Сан-Себастьяне и Премию Ассоциации кинокритиков Лос-Анджелеса за работу над фильмом «Девушка с жемчужной серёжкой».